# Wiltshire
Wiltshire (também abreviado para Wilts) é um condado cerimonial no sudoeste da Inglaterra. Faz fronteira com Gloucestershire ao norte, Oxfordshire e Berkshire a leste, Hampshire a sudeste, Dorset ao sul e Somerset a oeste. O maior assentamento é Swindon e Trowbridge é a cidade do condado.
O condado tem uma área de 3 490 km2 e uma população de 720 060. O condado é principalmente rural, com o centro e sudoeste escassamente povoados. Depois de Swindon (183 638), os maiores assentamentos são a cidade de Salisbury (41 820) e as cidades de Chippenham (37 548) e Trowbridge (37 169). Para o governo local, o condado contém duas áreas de autoridade unitária: Swindon e Wiltshire.
Planícies ondulantes de giz caracterizam grande parte do condado; North Wessex Downs no leste, Salisbury Plain no centro e Cranbourne Chase no sul. O noroeste é parte do Cotswolds, uma área de calcário. Os principais rios do condado são ambos chamados de Avon: o norte de Avon entra no condado no noroeste e flui em uma direção sudoeste antes de deixá-lo perto de Bradford-on-Avon; o sul de Avon nasce na planície de Salisbury, flui através de Salisbury e depois em Hampshire.
A planície de Salisbury é conhecida pelos círculos de pedra de Stonehenge e Avebury, que juntos são um Patrimônio Mundial da UNESCO, e outros marcos antigos. Grande parte da planície é uma área de treinamento para o Exército Britânico. A cidade de Salisbury é notável por sua catedral medieval. Grandes casas de campo abertas ao público incluem Longleat, onde também há um parque de safári, e o Stourhead do National Trust.

## História
Wiltshire é notável por sua arqueologia pré-romana. Os povos do Mesolítico, Neolítico e Idade do Bronze que ocuparam o sul da Grã-Bretanha construíram assentamentos nas colinas e terras baixas que cobrem Wiltshire. Stonehenge e Avebury são talvez os locais neolíticos mais famosos do Reino Unido.
Nos séculos 6 e 7, Wiltshire estava no limite ocidental da Grã-Bretanha saxônica, já que Cranborne Chase e os Níveis de Somerset impediram o avanço para o oeste. A Batalha de Bedwyn foi travada em 675 entre Escuin, um nobre da Saxônia Ocidental que havia tomado o trono da rainha Saxburga, e o rei Wulfhere da Mércia. Em 878, os dinamarqueses invadiram o condado. Após a conquista normanda em 1066, grandes áreas do país passaram para a posse da coroa e da igreja.
Na época do Domesday, a indústria de Wiltshire era em grande parte agrícola; São mencionados 390 moinhos e vinhedos em Tollard e Lacock. Nos séculos seguintes, a criação de ovelhas foi vigorosamente perseguida, e o mosteiro cisterciense de Stanley exportou lã para os mercados florentino e flamengo nos séculos 13 e 14.
No século XVII, a Guerra Civil Inglesa Wiltshire era em grande parte parlamentarista. A Batalha de Roundway Down, uma vitória monárquica, foi travada perto de Devizes.
Em 1794, foi decidido em uma reunião no Bear Inn em Devizes levantar um corpo de dez tropas independentes de Yeomanry para o condado de Wiltshire, que formaram a base para o que se tornaria o Royal Wiltshire Yeomanry, que serviu com distinção tanto no país quanto no exterior, durante a Guerra dos Bôeres, a Primeira Guerra Mundial e a Segunda Guerra Mundial. O Royal Wiltshire Yeomanry vive como Y (RWY) Squadron, baseado em Swindon, e B (RWY) Squadron, baseado em Salisbury, do Royal Wessex Yeomanry.
Por volta de 1800, o Canal Kennet e Avon foi construído através de Wiltshire, fornecendo uma rota para o transporte de cargas de Bristol para Londres até o desenvolvimento da Great Western Railway.
Informações sobre as 261 paróquias civis de Wiltshire estão disponíveis no site Wiltshire Council's Wiltshire Community History, que tem mapas, dados demográficos, imagens históricas e modernas e histórias curtas.
 

O apelido local para os nativos de Wiltshire é "Moonrakers". Isso se originou de uma história de contrabandistas que conseguiram frustrar os homens locais escondendo seu álcool, possivelmente conhaque francês em barris ou barris, em uma lagoa da aldeia. Quando confrontados pelos homens do fisco, eles rasgaram a superfície para esconder o contrabando submerso com ondulações, e alegaram que estavam tentando raspar um grande queijo redondo visível na lagoa, realmente um reflexo da lua cheia. Os oficiais os levaram por simples yokels ou loucos e os deixaram sozinhos, permitindo que continuassem com suas atividades ilegais. Muitas aldeias reivindicam o conto para sua própria lagoa de aldeia, mas a história é mais comumente ligada com The Crammer em Devizes.